# پاتالنیتسا
پاتالنیتسا (به بلغاری: Patalenitsa) روستایی در بلغارستان است که در استان پازارجیک واقع شده‌است. پاتالنیتسا ۱٬۲۳۶ نفر جمعیت دارد و ۳۵۲ متر بالاتر از سطح دریا واقع شده‌است.